# San José en el Aurelio (título cardenalicio)
San José en el Aurelio es un título cardenalicio de la Iglesia Católica. Fue instituido por el papa Juan Pablo II en 1991.

## Titulares
- Georg Maximilian Sterzinsky (28 de junio de 1991 - 30 de junio de 2011)
- Gérald Cyprien Lacroix, I.S.P.X. (22 de febrero de 2014)